# 片貝漁港

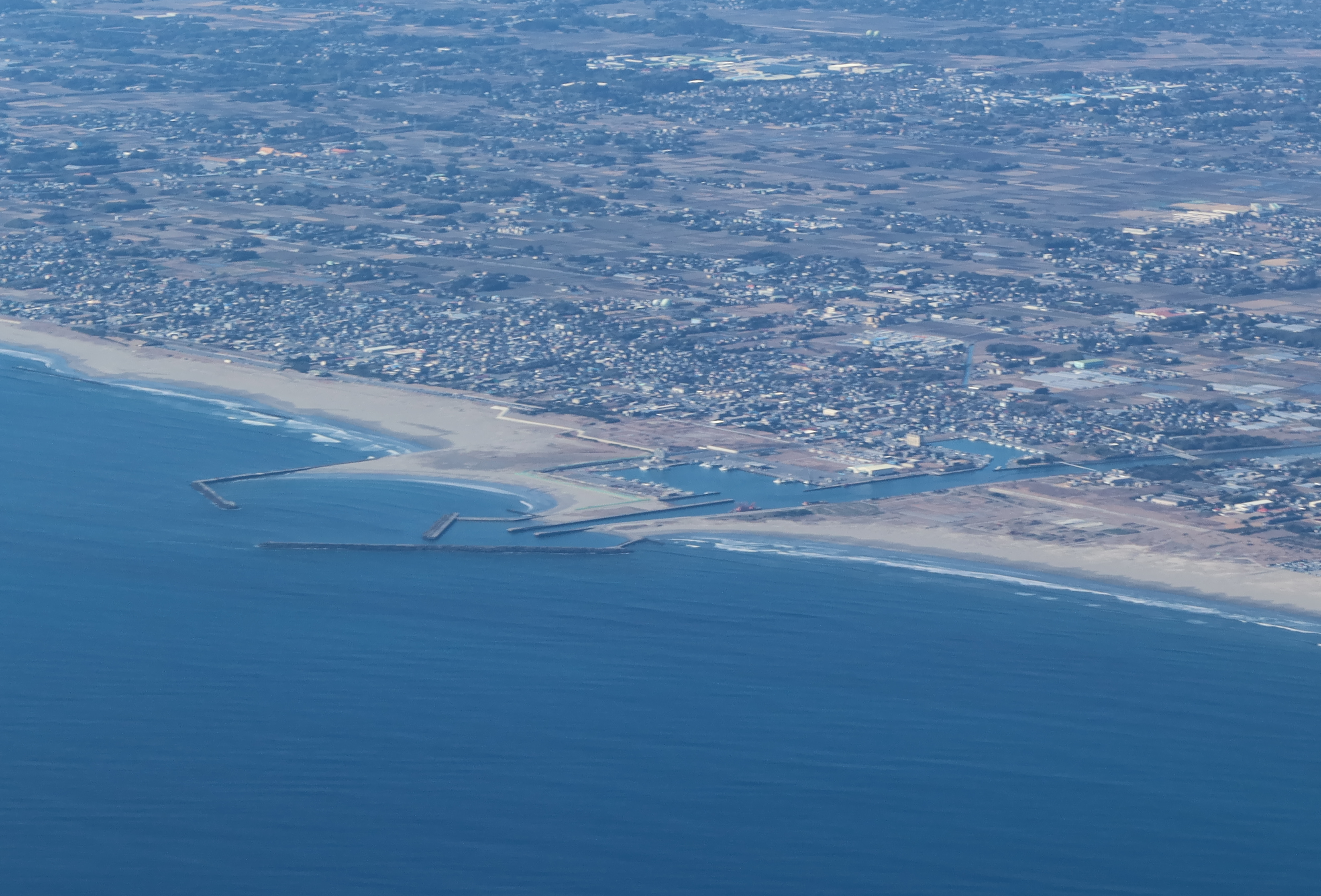
飛行機から撮影した片貝漁港

片貝漁港（かたかいぎょこう）は、千葉県山武郡九十九里町にある第4種漁港。九十九里浜南部の作田川河口に位置する。

## 概要
片貝の地名は、紀州加太浦の漁民によって開かれたことに由来し、当地は江戸時代を通して地引き網によるイワシ漁で活況を呈していた。しかし明治維新後機械揚繰網が登場すると、九十九里浜は遠浅な砂浜海岸であり作田川河口も動力船の漁港には狭すぎ、漁船の大型化への対応がむずかしかっため漁業は一時衰退した。第二次世界大戦後にはアメリカ軍が進駐、豊海町に高射砲射撃演習場キャンプカタカイが設けられ、オネストジョンの発射訓練などが行われ漁獲不振に拍車をかけると騒がれていた。そして、九十九里浜闘争が始まり、1957年（昭和32年）半ばには演習は無期限中止になった。
この、アメリカ軍の高射砲射撃演習場の中止に伴って拠出された掃海漁業補償金を基金として、1960年（昭和35年）に着工、総工費6億5千万円をもって、1962年（昭和37年）作田川河口に日本全国でも珍しい砂浜漁港である片貝漁港を出現させ、現在に至るまで、漁業の町、イワシの町としての九十九里町の面目を保ち、観光資源の柱となっている。
本漁港は、海岸近くを走る千葉県道30号飯岡一宮線沿いに市街地が形成されている所にあるが、第4種漁港として、離島その他辺地にあって漁場の開発又は漁船の避難上特に必要な港港に相当するため、利用漁船が安全円滑に出入港できる航路の確保や、円滑な輸送機能を確保するため幹線道路とのスムーズなアクセスを図る道路の整備が進められている。

## 沿革
- 1962年（昭和37年）10月25日 - 第4種漁港に指定（農林省告示第1342号[6]）
- 1966年（昭和41年）1月11日 - 海岸保全区域指定（千葉県告示第574号[6]）

## 関連施設

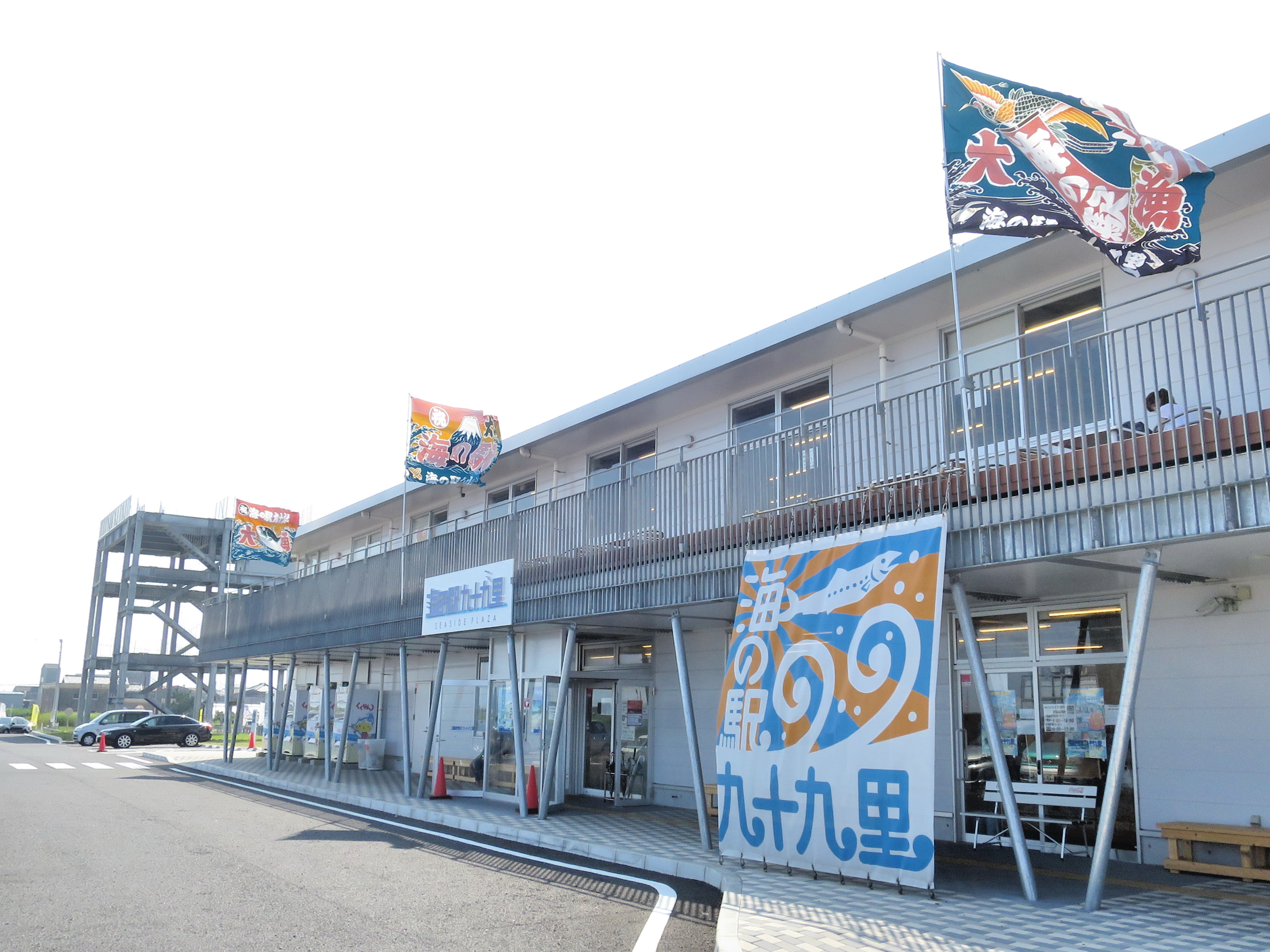
海の駅 九十九里（いわしの交流センター）

後背地には海の駅 九十九里（いわしの交流センター）があり、イワシ漁に関連する品を展示するいわし資料館や、地元の農水産物等を出品している農水産物直売所「直売コーナー」があり、地元産食材を提供する飲食店「食体験コーナー」や、漁港や海を眺めることが出来るデッキが設けられている。

## 主な魚種
水揚げされる代表的な魚介類一覧。
- イワシ
- アジ
- ハマグリ

## 主な漁業
以下、主な漁業一覧。
- まき網
- 底引網
- 採貝